# Oxacis marianna
Oxacis marianna is een keversoort uit de familie schijnboktorren (Oedemeridae). De wetenschappelijke naam van de soort is voor het eerst geldig gepubliceerd in 1970 door Arnett.